# 黑蝙蝠中隊文物陳列館
24°48′43″N 120°58′11″E / 24.811882°N 120.969692°E
黑蝙蝠中隊文物陳列館，位於新竹市文化局對面之一座軍事文物陳列館，為當年黑蝙蝠中隊營區之原址。成立係藉由小型的文物陳列館，以表達對當年犧牲奉獻、保衛國土的先輩們紀念之意，並結合當地社區作多功能使用，使後輩能了解當時的生活背景。館內規劃出“大時代的故事”、“暗夜黑蝙蝠”、“超級任務”、“北斗七星下的勇者”、“隊員生活剪影”之五個主題展區，展示當年軍服、徽章、生活用品、軍用品等，以及多媒體室與戶外廣場暨紀念造型牆之空間配置，成為一座多元性之文物陳列館。

## 關於
黑蝙蝠中隊，為1952年由美國中央情報局“西方公司”在台工作站與中華民國空軍所合作之秘密偵察部隊；於中華民國國軍與中國人民解放軍進行冷戰期間，空軍桃園基地成立特種作戰部隊，配合美國中央情報局執行深入中華人民共和國領空的低空夜間電子偵測與空投心戰任務。
1953年黑蝙蝠中隊遷至新竹空軍基地，1956年開始執行電子偵查任務。1958年1月正式對外使用“空軍第34中隊”名稱，同年也開始使用“蝙蝠隊徽”。由於該中隊利用夜幕低垂執行任務，類似蝙蝠利用聲波辨位飛行、晝伏夜出的習性，從此被稱為“黑蝙蝠中隊”。於1952年至1973年執行特種任務之期間，總計損失飛機15架、犧牲作戰人員148人，為中華民國空軍犧牲最慘烈的特種部隊。

## 館舍設施

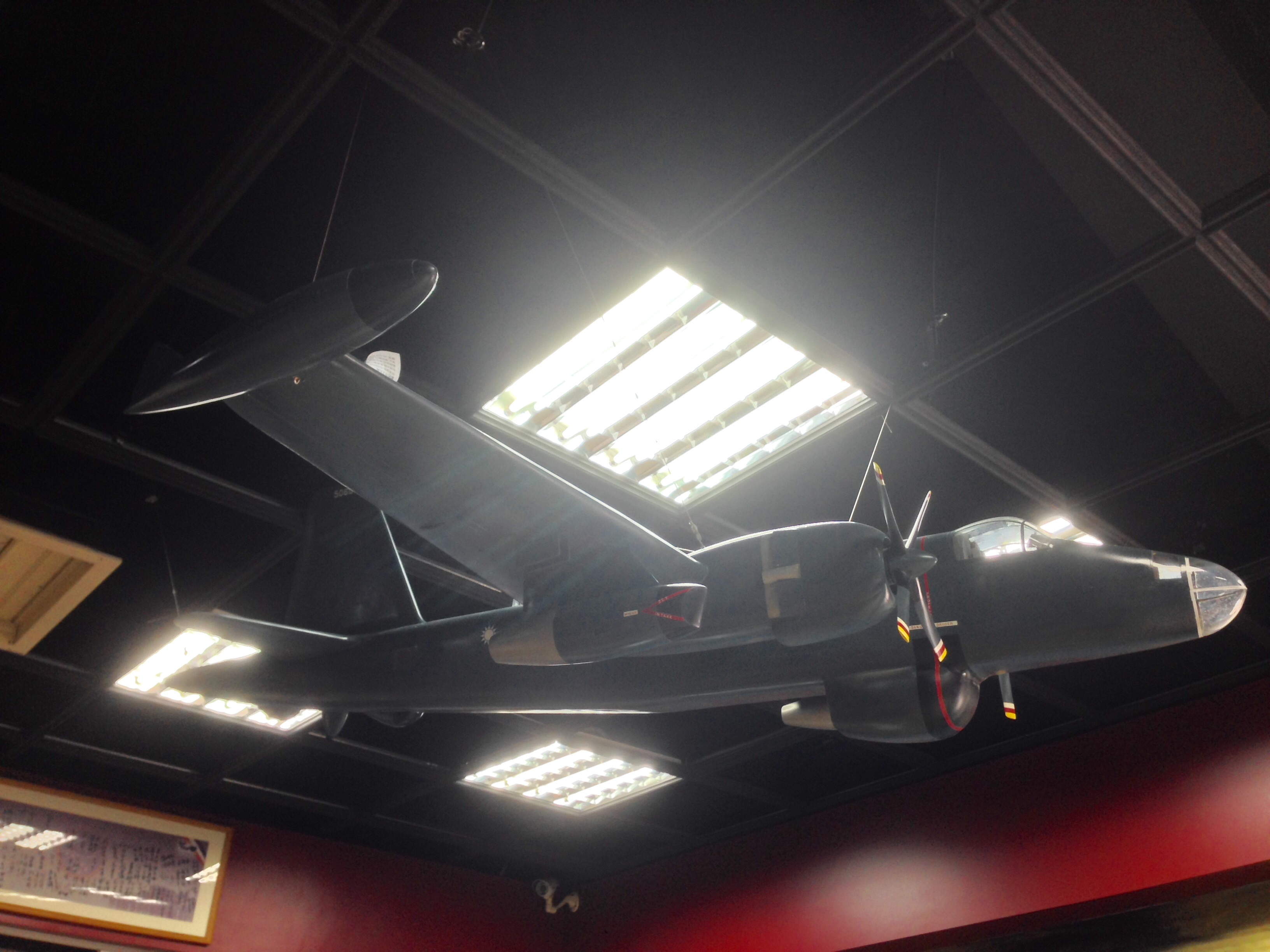
館內P2V-7U模型

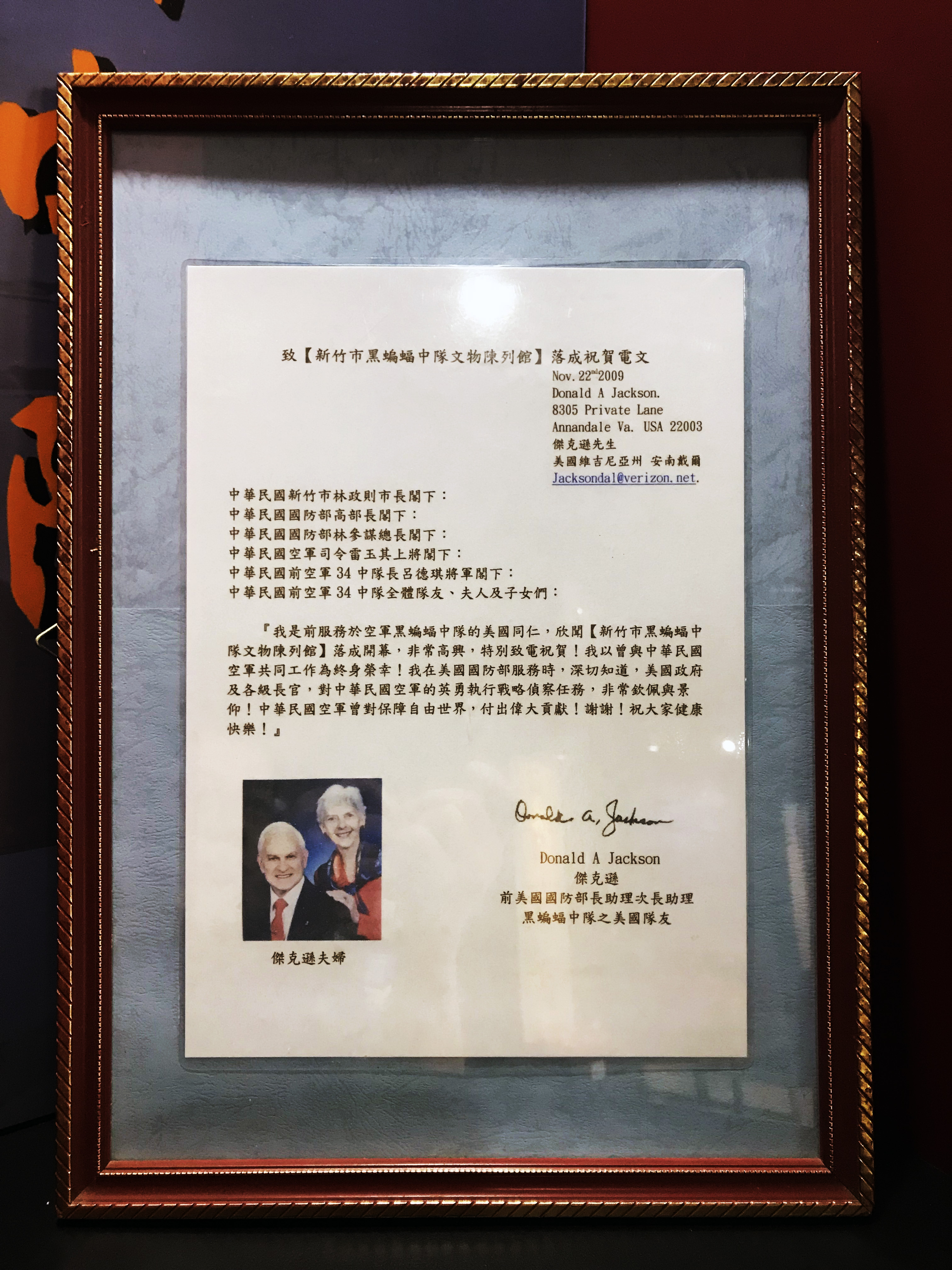
前美國國防部長助理次長助理 Donald A Jackson, 於黑蝙蝠中隊文物陳列館落成時祝賀電文。

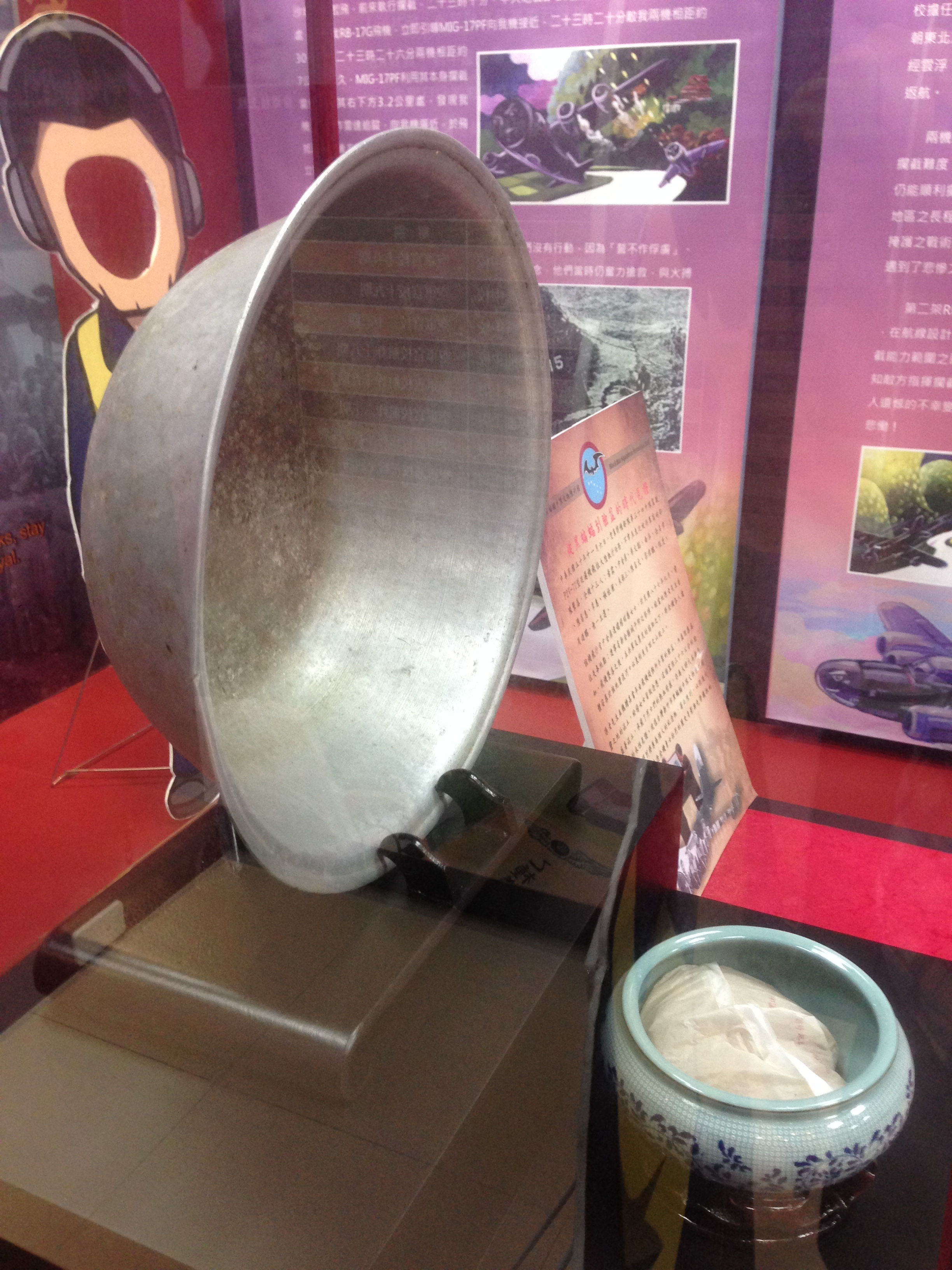
尹金鼎遺孀楊昭蓀於2012年出借的臉盆。

館舍之建築，係參考當年美軍顧問團宿舍外觀形貌所建造，包括地下、地上各一層，總樓地板面積約140坪。館內除了收藏黑蝙蝠中隊完整文史紀錄，並結合週邊社區居民共同使用，促使當地民眾認識與瞭解其歷史意義：

## 勇者的心聲
今天的的黑蝙蝠隊員「真正打過的人沒幾個」，因為「活著的沒幾個」。曾任34中隊隊長的呂德琪，雖然也對隊員慘烈犧牲，卻沒有得到應有的光榮感到遺憾，但是談起對國家，對台灣這塊土地的責任，當年的豪情依然不減「這就是我們軍人，也就是我們單位的一份子應該盡的義務，應該做的事，沒有怨言或是其他的想法，是應該做的事，好像是很平常的，我現在講也是很平常的事，沒有什麼……了不起的，每個人都有他自己的職責，他的責任，能夠完成了，對我們自己本身是個交代，對我們職責是個交代，對國家也是交代，所以應該是一種本分的事，所以我說用不著太宣揚啦！

### 主題展區
目前收藏黑蝙蝠文物約150件，文史資料每年將持續增加當中，並逐步解密黑蝙蝠中隊之相關資料，為更多人去瞭解有關冷戰時期的黑蝙蝠中隊任務與英勇事蹟：
- 大時代的故事：展示黑蝙蝠中隊大事紀、當年時代背景及中隊歷史沿革簡介等。
- 暗夜黑蝙蝠：以飛機為主題，簡介中隊主要使用之13架飛機。展示B-26、C-54、C-47、C-46等小型飛機模型。
- 超級任務：主要介紹中隊執行之獵狐計畫、南星計畫、奇龍計畫、金鞭計畫等重要特種任務，並說明中隊執勤中，造成中共軍機墜毁意外間接戰果。
- 北斗七星下的勇者：以隊員為主題，主要介紹該中隊歷屆軍官與15架次148位殉難英雄。
- 隊員生活剪影：介紹中隊隊員日常生活情形，展現隊員平日輕鬆休閒的一面。並展示隊員提供之各項黑蝙蝠相關實體文物。[2][6]

### 空間配置
- 多媒體室：播放黑蝙蝠中隊紀錄片，供給民眾觀看之用途。
- 戶外廣場暨紀念造型牆：於館舍戶外設計一小型戶外廣場以供辦理小型舞台，可供民眾表演及休憩。紀念造型牆為四面噴砂填色之大型強化玻璃組合而成，以中英文介紹黑蝙蝠中隊及黑蝙蝠館成立緣由與英勇事蹟。[1][7]

## 外部連結
- 黑蝙蝠中隊文物陳列館 （页面存档备份，存于）